# Debsirindra
Hoàng hậu Debsirindra cúa Xiêm (tiếng Thái: เทพศิรินทร; RTGS: Thepsirin), trước đây là nữ hoàng Ramphoei Phamaraphirom (tiếng Thái: รำเพย ภมราภิรมย์), sinh ra chúa Ramphoei Siriwongse (tiếng Thái: รำเพย ศิริวงศ์; ngày 17 tháng 7 năm 1834 - ngày 09 tháng 9 năm 1861) là ngẫu thứ hai của vua Mongkut, và mẹ của vua Chulalongkorn.

## Tiểu sử

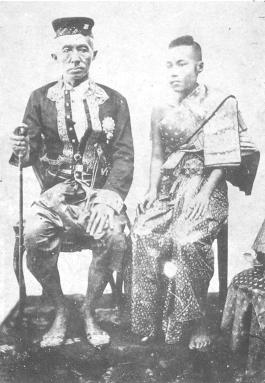
Vua Mongkut va Hoàng hậu Debsirindra

Công chúa Ramphoei được sinh ra vào năm 1834, con của hoàng tử Siriwongse, Hoàng tử Matayaphithak (con trai của Rama III và vợ bé Sap) và quý bà Nội (Mom Nội). Cô là Mon gốc. Khi cha cô qua đời chỉ 27 năm, ông nội-các cô vua-mất của cô và em gái của cô Phannarai đến cung điện lớn và họ đã nói là cháu yêu thích của mình. Năm 1853, Ramphoei cưới tuyệt vời của cô-chú Mongkut (người đã 30 năm cuối của mình) và đã được nâng lên một Phra Ong Chao (một cấp bậc cao hơn của công chúa). Trong cùng năm đó cô đã sinh ra hoàng tử Chulalongkorn. Sau đó, cô đã trở thành
Cô đã có 4 đứa con với vua Mongkut.
1. Hoàng tử Chulalongkorn (จุฬาลงกรณ์), sau vua Chulalongkorn (1853-1910)
2. Công chúa Chandornmondon / Chanthonmonthon (จันทรมณฑล), sau đó công chúa Wisutkrasat (1855-1863)
3. Hoàng tử Chaturonrasmi / Chaturon Ratsami (จาตุรนต์รัศมี), sau này là Hoàng tử Chakrabardibongse (1856-1900)
4. Hoàng tử Bhanurangsi Savangwongse (ภาณุรังษีสว่างวงศ์), sau này là Hoàng tử Bhanubandhuwongse Voradej (1859-1928)

Hoàng hậu Ramphoei chết vào năm 1861. Chị gái của cô (cũng là vợ Mongkut), Công chúa Phannarai, hành động như phối ngẫu Mongkut cho phần còn lại của triều đại của ông. Khi Chulalongkorn đã đăng quang vào năm 1867, cô được truy tặng trao danh hiệu Debsirindramataya, Mẹ Hoàng hậu. Cháu trai bà, Rama VI (Rama VI), cho cô tên Hoàng hậu Debsirindra.